# Flying Horses Carousel
Das Flying Horses Carousel ist das älteste noch in Betrieb befindliche Karussell der Vereinigten Staaten. Es befindet sich seit 1889 am selben Standort in Oak Bluffs auf der Insel Martha’s Vineyard im Bundesstaat Massachusetts. Es wurde 1979 in das National Register of Historic Places eingetragen und 1987 als National Historic Landmark ausgezeichnet.

## Geschichte

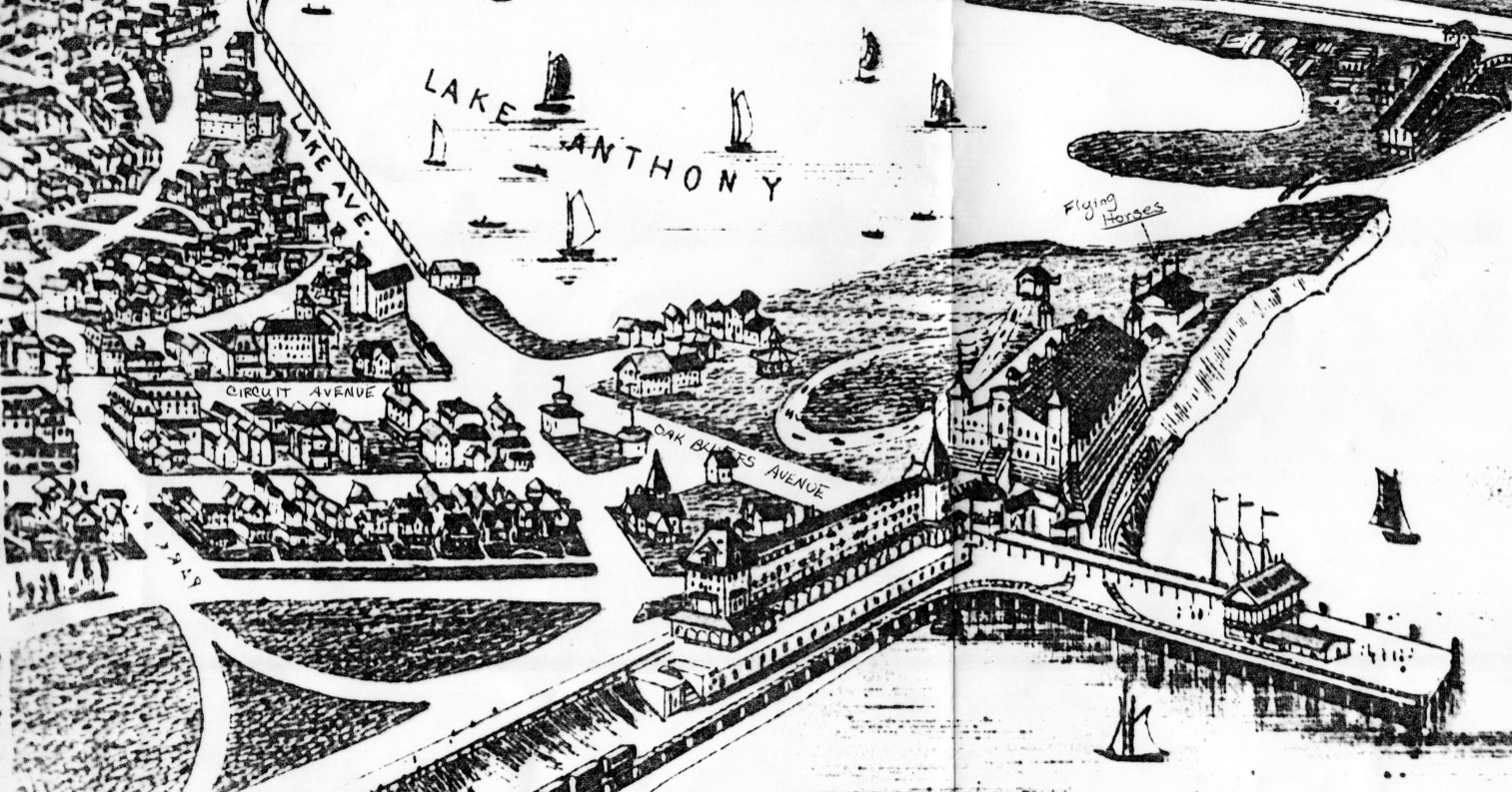
Diese Karte zeigt das Oak Bluffs der 1880er Jahre. Das Karussell ist ebenfalls eingezeichnet.

Das innerhalb eines Gebäudes stehende Karussell ist eines der wenigen erhaltenen Objekte aus dem späten 19. Jahrhundert, welches das damalige Verlangen der Gesellschaft nach Vergnügung repräsentiert. Es befindet sich seit 1889 an seinem heutigen Standort im Sommer-Ferienort Oak Bluffs, wurde allerdings bereits 1884 in die Stadt verbracht, nachdem es in New York demontiert worden war. Das genaue Baudatum ist nicht bekannt. 1889 erwarb es die Stadtverwaltung und versetzte das Karussell an seinen heutigen Standort. 1896 wurde es an Joseph Turnell weiterverkauft, der ihm seinen bis heute gebräuchlichen Namen Flying Horses gab, obwohl sich die Pferde – im Gegensatz zu anderen, moderneren Varianten – nicht auf und ab bewegen.

## Aufbau und Technik
Das Karussell bietet seinen Gästen insgesamt 20 Pferde und 4 Streitwagen als Reitfiguren an. Diese sind Nachbildungen aus dem Buch Constructions for Seaside & Summer Amusements, Carousels, Carousel Organs, Fixtures, &c, das 1878 in New York von Charles Dare veröffentlicht worden war. Die Pferde besaßen Schweife aus echtem Pferdehaar sowie große Augen aus Oxiden und kosteten in der Anschaffung je nach gewünschtem Realitätsgrad zwischen 25 und 35 US-Dollar pro Stück (heute ca. 680 bzw. 960 Dollar). Die zweisitzigen Streitwagen kosteten je nach Ausführung zwischen 12 und 18 Dollar (heute ca. 330 bzw. 490 Dollar).
Das Karussell hat einen Durchmesser von 36 ft (11 m). Die Drehplattform verfügt über ein offenes Dach, dessen 14 Streben von den vertikalen Stangen gestützt werden, an denen die Figuren montiert sind. Der Antrieb besteht aus einem Elektromotor mit einer Leistung von 10 PS.